# Borgfjord
Borgfjord est une localité du comté de Nordland, en Norvège.

## Géographie
Administrativement, Borgfjord fait partie de la kommune de Vestvågøy.